# سيري ديركرت
سيري كارين ديركرت (30 أغسطس 1888 - 28 أبريل 1973)، فنانة سويدية ونحاتة. كانت أيضًا مناصرة قوية للسلام والنسوية والقضايا البيئية.

## نشأتها وتعليمها
وُلدت ديركرت في يوم 30 أغسطس من عام 1888 في أبرشية كنيسة أدولف فريدريك في ستوكهولم. كانت واحدة من سبعة أطفال للتاجر كارل إدوارد جوناسون ديركيرت وإيما تشارلوتا فالبورغ، المولودة باسم فوغيلين. تلقت أول تعليم فني لها في مدرسة كيلِب آلثين للفنون في ستوكهولم، حيث باشرت في عام 1904. وتابعت إلى المعهد الملكي للفنون بين عامي 1911-1913.
في عام 1913، انتقلت ديركرت إلى باريس حيث درست في أكاديمية كولاروسي وأكاديمية لو غراند شوميير إلى جانب النحاتين السويديين نينان سانتيسون وليزا بيرغستراند، حتى بداية الحرب العالمية الأولى في خريف عام 1914. في فبراير من عام 1914، أمضى الأصدقاء الثلاثة خمسة أسابيع في الجزائر حيث تعرفت ديركرت إلى أنظمة ألوان أكثر حيوية وجرأة. خلال الحرب وبعدها، أمضت بعض الوقت في إيطاليا حيث أنجبت ابنها الأول كارلو. كانت ديركرت طالبةً في مدرسة فوغيلستاد الوطنية للنساء أيضًا حيث وصلت في سبتمبر من عام 1943. أثبتت هذه الإقامة أثرها الإلهامي في أعمالها اللاحقة. رسمت عدة رسوم تقريبية لمسؤولات المدرسة، من بينهن هونورين هيرميلين وآدا نيسلون.
لديركرت ثلاثة أطفال: ابنها كارلو (ولد عام 1915 وتوفي عام 1994) من زواجها بالفنان الفنلندي فال روزنبرغ، وابنتاها ليف (ولدت عام 1917 توفيت عام 1938) وسارا (ولدت عام 1920) من زواجها بالرسام التوضيحي السويدي بيرتيل ليبيك. تزوجت ديركرت من ليبيك من عام 1921 حتى عام 1925، لكنهما لم يعيشا سويًا. توفيت ديركرت في يوم 28 أبريل من عام 1973 في ليدينغو، ودُفنت في فناء كنيسة ليدينغو.

## حياتها الفنية
تُشتهر ديركرت بشخصيتها القوية وأسلوبها التعبيري. يمكن ملاحظة عناصر تكعيبية وحوشية في بواكير أعمالها، خصوصًا من أيامها في باريس. رسمت بعض اللوحات لأشكال بالتدرج الرمادي، مستخدمة الباستيل في معظمها بالإضافة إلى رسومات لتصاميم داخلية وصور شخصية للأطفال. خلال العقد الثاني من القرن العشرين، عملت بصفة رسامة موضة توضيحية. ولم تنطلق في مجتمع الفن حتى الأربعينيات. الأمر الذي تزامن مع انخراطها السياسي الحديث في حركة السلام وقضايا نسوية.
صممت سيري ديركرت لوحات أزياء، ومجموعات أزياء وصممت أزياءً خلال العقد الثاني وأوائل الثالث من القرن العشرين. انعكست التكعيبية والحداثية في تصاميمها من خلال أشكال هندسية وأنماط مصنوعة من تصفيف القماش ونَظم الخرز واللآلئ لإبداع أشكال مربعة ومستطيلة. عكست اللآلئ والألوان الغنية التي استخدمتها أثرًا شرقيًا ومصريًا في أزيائها أيضًا. كان للباليه الروسي أثر كبير على تصميم الموضة في هذا الوقت وألهم عرض رقص طليعي شاركت في إنتاجه في عام 1917. أُنتج عرض الرقص في مسرح في ستوكهولم يُعرف باسم ذه إنتيمان، بالتعاون مع الفنانة آنا بيترُس، ومارتا كويلينستييرنا، وأختها سونيا ديركرت. دمجوا سويًا العديد من الأشكال الفنية في عمل فني مثالي مستخدمين الرقص، والأزياء، والموسيقى، والمشهد. رغم أنهم لم يُنتجوا تتمة أبدًا، تلقت الأزياء اعترافًا ومديحًا. صُممت هذه الأزياء في مدرسة لتدريب الخياطين تُعرف باسم بريغيتتاسكولان، حيث كانت ديركرت تُنتج مجموعتين في العام. ارتدت سيري بذاتها ملابس رجال من الطراز البوهيمي من بينها سراويل للرجال. كان هذا شائعًا بين الفنانات النساء في ذلك الوقت للتأكيد على الحداثية والتحرر.
أصبحت معروفة لدى جمهور أكبر عندما طُلب منها الرسم في محطة مترو أوسترمالمستورغ في ستوكهولم. بما أن المحطة صُممت لتكون بمثابة ملجأ في حالة نشوب حرب نووية، ملأت ديركرت الجدران برسائل السلام، والحركة النسوية وملاحظات من أغانٍ ثورية. عندما افتُتح معرضها («حركات في جميع التوجهات») في أبريل من العام 1960، أصبحت أول امرأة أقامت معرضًا فرديًا في متحف الفن الحديث في ستوكهولم.
تصوَر أعمال ديركرت في المتحف الوطني السويدي، ومتحف الفن الحديث، ومتحف الرسوم التوضيحي للفن العمومي، ومتحف غوثنبرغ للفن. يمكن إيجاد أعمالها كطوابع أيضًا أصدرتها إدارة البريد السويدي في عام 1982، احتفالًا بالذكرى المئة لإيلين فاغنر.

## الجوائز
حصلت على وسام الأمير يوجين في عام 1960، وفي يوليو من العام نفسه، حصلت على جائزة غوغنهايم الدولية بقيمة 1000 دولار أمريكي عن رسمها الطيور في الأعلى - Fågel i topp.

## معرض صور

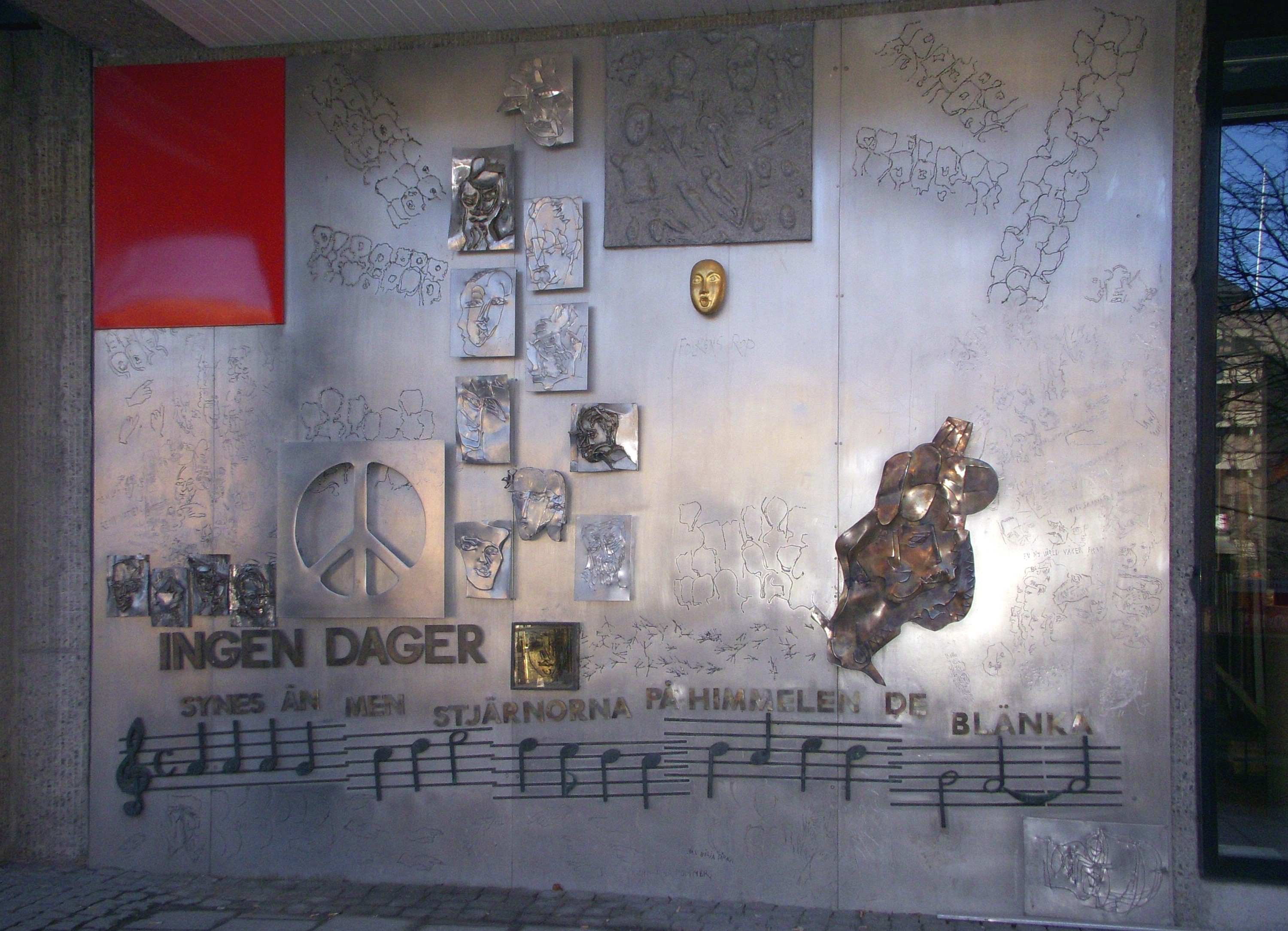
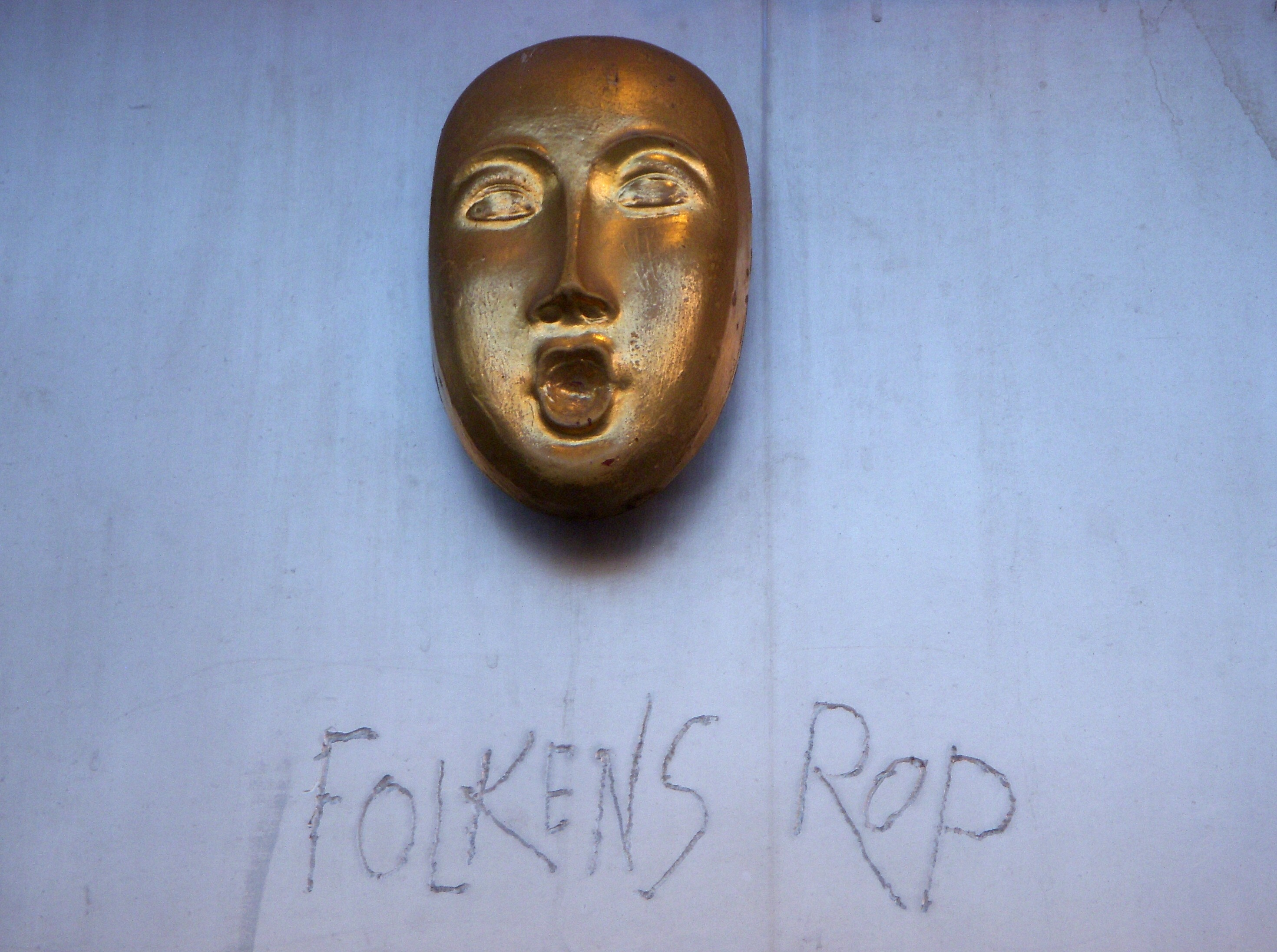
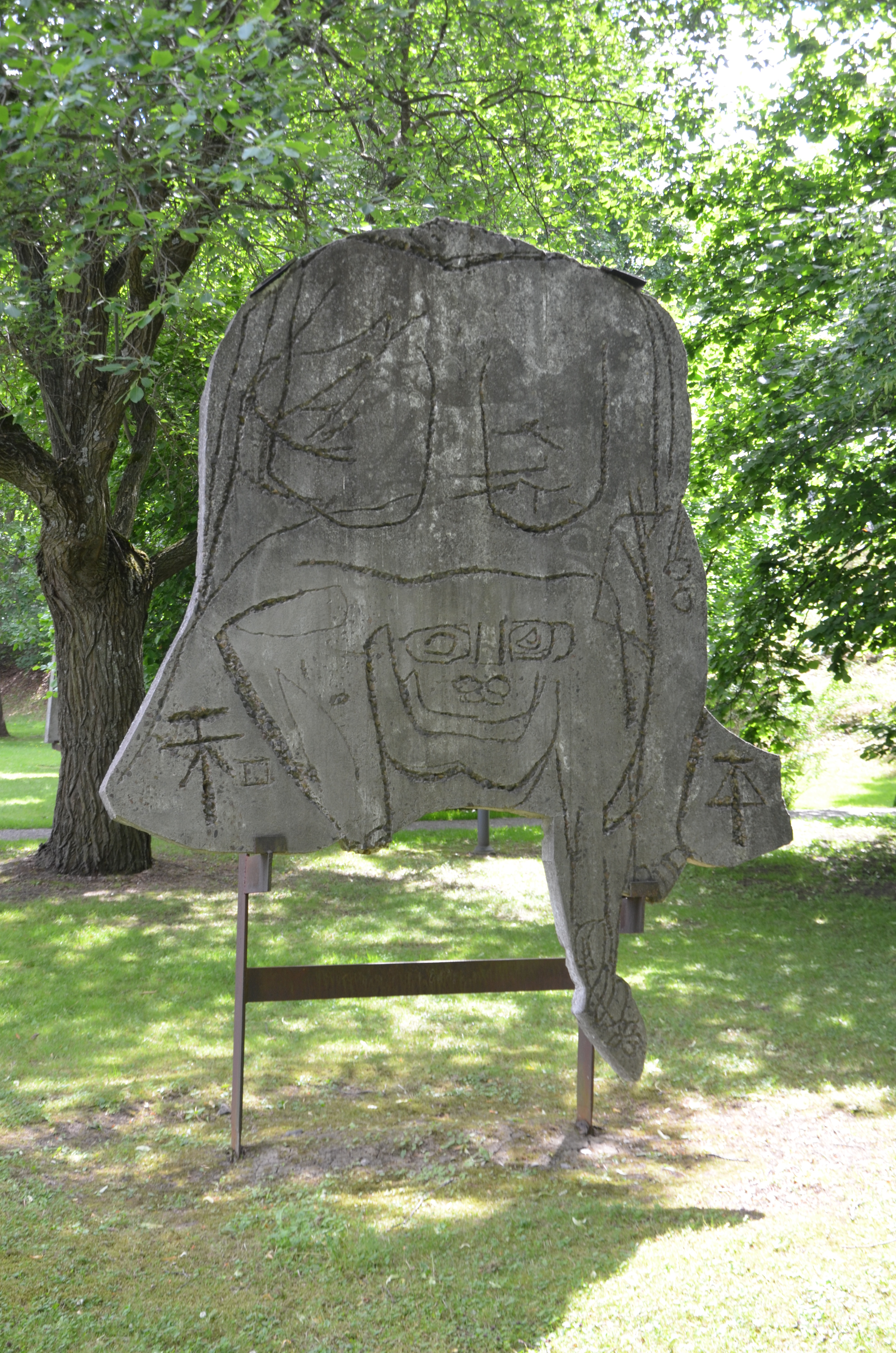